# Yukigassen
Yukigassen (japanska: 雪合戦, 'snö' + 'krig') är snöbollskrig som lagsport. Sporten uppkom i Japan 1988 och har sedan dess spridits internationellt. 2010 hölls det första officiella svenska mästerskapet i sporten.

## Bakgrund och beskrivning
Tävlingsformen kom till i japanska Sōbetsu 1988 och har sedan spridit sig över världen. Idag hålls årliga Yukigassen-tävlingar i Sōbetsu i Japan, Kemijärvi i Finland, Vardø i Norge och Mt Buller i Australien. Svenska Yukigassenförbundet bildades i januari 2009 av studenter vid Luleå tekniska universitet, Idag håller maskinsektionen på LTU i den årliga Yukigassen. 
Det japanska ordet Yukigassen består av delarna yuki (雪, 'snö') och kassen (合戦, 'strid'/'krig'), alltså snö(bolls)krig. Språkrådet utnämnde "yukigassen" till månadens nyord i januari 2010.
Yukigassen 2022 vann 6M guld och är fortfarande regerande mästare (2023)